# رحیم‌آباد، پاکستان
رحیم‌آباد (به انگلیسی: Rahimabad) یک روستا در پاکستان است که در ناحیه رحیم‌یارخان واقع شده‌است. رحیم‌آباد ۳۰ کیلومتر مربع مساحت و ۱۳٬۰۰۰ نفر جمعیت دارد.